# Хам-Кам
«Хамаркамератене» (название почти всегда сокращается до «Хам-Кам») — норвежский футбольный клуб из города Хамар, выступающий в ОБОС-лигаен. Был основан 10 августа 1918 году группой молодых людей. Первоначальное название клуба — Фрейдиг. Высшим достижением клуба является 3-е место Чемпионате Норвегии в 1970 году.

## Стадион
«Хам-Кам» проводит свои домашние игры на стадионе Briskeby Arena. Стадион находится в собственности коммуны Хамар. Более поздняя часть стадиона была создана из тех же материалов и с тем же дизайном, что и на стадионах Викингскипет и на Хамарском олимпийском амфитеатре. Стадион вмещает 8068 зрителей, позволяет разместиться 600 футболистам и работникам персонала. Длина поля — 108 метров, ширина поля — 65 м, газон — искусственный. По периметру поля расположено 180 рекламных щитов. Также есть 2 табло площадью 40 квадратных метров.

## Достижения
- Победитель ОБОС-лиги: 2021